# 1975 SE
1975 SE är en asteroid i huvudbältet som upptäcktes den 28 september 1975 av den amerikanske astronomen Henry L. Giclas vid Anderson Mesa Station.
Asteroiden har en diameter på ungefär 8 kilometer.